# جيف إروين
جيف إروين (بالإنجليزية: Jeff Irwin)‏ هو سياسي أمريكي، ولد في 19 يونيو 1977 في بيتوسكي في الولايات المتحدة. حزبياً، نشط في الحزب الديمقراطي. وقد انتخب عضو مجلس نواب ميشيغان ‏.